# Delphine Horvilleur
Delphine Horvilleur, née le 8 novembre 1974 à Nancy, est une écrivaine et femme rabbin française appartenant à l'organisation juive libérale Judaïsme en mouvement, issue du Mouvement juif libéral de France et de l'Union libérale israélite de France,.
Elle est membre du Conseil des rabbins libéraux francophones ainsi que directrice de la rédaction de la revue Tenoua.

## Biographie

### Origines
Delphine Horvilleur naît à Nancy. Ses grands-parents paternels sont originaires d'Alsace-Lorraine et ses grands-parents maternels sont issus des Carpates, « survivants des camps de concentration, où ils avaient perdu chacun conjoint et enfants », ayant migré ensuite en France et y ayant fondé une famille,.
Son grand-père paternel a mené des études rabbiniques au séminaire israélite de France avant de renoncer à devenir rabbin pour passer l'agrégation de lettres puis devenir proviseur de lycée.

### Formation
L'un de ses premiers enseignants du judaïsme est Haïm Korsia, lorsqu'elle était enfant et lui rabbin de Reims.
Elle entame des études de médecine à l'université hébraïque de Jérusalem, sans les terminer, période pendant laquelle elle est également mannequin, elle devient connue et fait plusieurs couvertures de magazines dont celle de Elle, puis étudie le journalisme au CELSA à Paris.

### Journalisme
Elle travaille comme journaliste à France 2 de 2000 à 2003, notamment au bureau de la chaîne à Jérusalem avec Charles Enderlin, puis comme correspondante de RCJ de 2003 à 2008 à New York.
En 2009, elle est nommée rédactrice en chef de la revue trimestrielle d'art, de pensée et de créativité juive Tenou'a.

### Rabbinat
Elle intègre le séminaire rabbinique du mouvement réformé Hebrew Union College à New York. En mai 2008, elle en reçoit son ordination rabbinique (semikha) et devient rabbin du Mouvement juif libéral de France.
À ses débuts, elle y officie auprès des rabbins Daniel Farhi, Stephen Berkovitz et Celia Surget. Depuis 2019, elle travaille avec les rabbins Yann Boissière, Floriane Chinsky, Philippe Haddad, Jonas Jacquelin et Gabriel Farhi au sein de Judaïsme en mouvement.

### Activités communautaires
En 2003, elle fonde un cercle d'étude juive interactif, le Café biblique, et, en décembre 2008, rejoint le Mouvement juif libéral de France. Avec Célia Surget, elle organise les offices de Shabbat Alef (office pour les jeunes enfants sous forme de conte musical) et de Shabbat Zimra (office musical mêlant mélodies traditionnelles et créations contemporaines).
Avec le rabbin Yann Boissière, elle produit des vidéos pédagogiques sur le judaïsme, intitulées Pssshat.
Elle est membre fondatrice du KeReM, le conseil des rabbins libéraux francophones.

### Mandat institutionnel
Par décret présidentiel du 27 avril 2012, elle devient la première femme rabbin à être nommée au Conseil national du sida,.

### Vie privée
Elle a été mariée à l'économiste Ariel Weil, maire du 4e arrondissement de Paris (2017), puis maire de Paris Centre (2020). Le couple a trois enfants.
En 2024, des articles de la presse people indiquent qu'elle est la compagne du comédien Stéphane Freiss.

## Interventions médiatiques et prises de position
Delphine Horvilleur intervient dans l'émission La Source de vie de Josy Eisenberg sur France 2. Elle participe à Akadem, campus numérique juif en ligne. Elle écrit dans Le Monde, Le Figaro ou Elle qui publie deux entretiens avec elle, en 2010 et en 2020, et affiche sa photo en couverture du magazine. De 2012 à 2014, elle tient une chronique dans Le Monde des religions.
En mars 2014, elle est choisie par le magazine L'Express comme une des neuf jeunes intellectuelles françaises constituant « la relève ».

### Sur le voile
« Le voile islamique n’est pas le seul à sous-entendre que le corps découvert des femmes contaminerait les hommes. Dans toutes les religions, les fondamentalistes s’emparent de la pudeur, et plus particulièrement celle des femmes, pour tenter de les contenir et les restreindre aux frontières de leur corps, comme si leurs fonctions physiologiques les définissaient entièrement et devaient être placées sous contrôle, enveloppées par la loi. »

### Sur la guerre de Gaza et la montée de l'antisémitisme
En octobre 2023, elle qualifie l'attaque du Hamas contre Israël de « pogrom »,.

Interrogée sur RMC le 8 novembre 2023, elle déclare à la fin de son interview à propos de l'appel à la manifestation contre l'antisémitisme : 

« Je rêve d'un temps où pour parler de l'antisémitisme, on invitera tout le monde sauf les Juifs. »

En mai 2025, après l’annonce par le gouvernement israélien d’un plan de « conquête » et du déplacement de la population de Gaza, elle reconnait s’être « tue trop longtemps » sur « la tragédie endurée par les Gazaouis » et que c'est « par amour d’Israël  » qu'elle appelle à un « sursaut de conscience » et exprime sa « douleur » de voir Israël « s’égarer dans une déroute politique et une faillite morale ». Elle dit son refus de « l'annihilation d'un peuple » pour réaliser « le rêve de survie d'un autre peuple » et « soutenir ceux qui savent que, sans avenir pour le peuple palestinien, il n’y en a aucun pour le peuple israélien ». Son manifeste est soutenu par plusieurs personnalités,,. Il lui vaut en revanche des menaces de mort venant de partisans du gouvernement israélien.

### Sur les élections législatives des 30 juin et 7 juillet 2024
Delphine Horvilleur considère que l’extrême droite représente un danger pour la France. Elle souligne que, comme Serge Klarsfeld, elle fera tout « pour tenir à distance » les deux extrêmes, qui représenteraient selon elle un danger pour la communauté juive, en votant pour le bloc central au premier tour des législatives le 30 juin 2024. Mais elle se distancie de la position de Klarsfeld en n’appelant pas, comme lui, à voter pour le Rassemblement national en cas de duel avec La France insoumise.

## Décorations
- Chevalière de la Légion d'honneur (promotion du 31 décembre 2020[34])
- Chevalière de l'ordre national du Mérite (20 novembre 2015[35])
- Officière de l'ordre des Arts et des Lettres (12 mars 2019[1])

## Œuvres

### Livres
- (en) Notarikon: The Rabbinic Art of Word-breaking, Hebrew Union College-Jewish Institute of Religion, Brookdale Center, 2008
- En tenue d’Ève : féminin, pudeur et judaïsme, Grasset, 2013
- Comment les rabbins font les enfants : sexe, transmission et identité dans le judaïsme, Paris, Grasset, 2015, 209 p. (ISBN 978-2-246-85741-9, présentation en ligne)
- Avec Rachid Benzine, Des mille et une façons d’être juif ou musulman, Seuil, 2017 (présentation en ligne)
- Réflexions sur la question antisémite, Paris, Grasset, 2019, 154 p. (ISBN 978-2-246-81552-5, présentation en ligne)[36] ; rééd. Le Livre de poche, 2020  (ISBN 9782253820345), 168 p.
- Comprendre le monde, Seuil, 2020 (ISBN 978-2227497993, présentation en ligne)
- PTDR: pour un thérapie du rire, avec Mamouz, Mathieu Demy, Caroline de Maigret, Adèle Van Reeth, et Bernard Werber, éditions Jouvence, 2021[37],[38],[39]  (ISBN 978-2889535002)
- Le Rabbin et le Psychanalyste : l'exigence d'interprétation, éditions Hermann, 2020 (ISBN 979 1 0370 0317 1, présentation en ligne)
- Vivre avec nos morts, Grasset, 2021 (ISBN 978-2246826941, présentation en ligne)
- Il n'y a pas de Ajar : Monologue contre l'identité, Grasset, 2022, 96 p. (ISBN 978-2246831563, présentation en ligne)
- Comment ça va pas ? Conversations après le 7 octobre, Grasset, 2024 (ISBN 978-2246838463)

### Articles
- (en) "Lifting the Curtain - The theatrical Kol Nidre" dans l'ouvrage collectif All these Vows édité par le rabbin Lawrence A. Hoffman (en), 2011, Jewish Lights Publishing
- « Le soin, le puits et la cruche, petit voyage biblique » dans Approches : des soins au soin (revue), Paris (no 157), mars 2014 (lire en ligne)

### Théâtre
- 2023 : Il n'y a pas de Ajar (d'après son livre), mise en scène de Johanna Nizard et Arnaud Aldigé, Théâtre de l'Atelier[40]

## Filmographie

### Télévision
- 2018 : 50 Shades of Greek  de Jul : Sirène

### Cinéma
- 2021 : Rose de Aurélie Saada : rabbin
- 2022 : Reste un peu de Gad Elmaleh : rabbin
- 2023 : Invincible Eté de Stéphanie Pillonca : rabbin

### Documentaire
- 2015 : Delphine Horvilleur, Madame le Rabbin, film réalisé par Élisabeth Lenchener